# Comuna Budo-Vorobii, Malîn
Budo-Vorobii (în ucraineană Будо-Вороб'ївська сільська рада) este o comună în raionul Malîn, regiunea Jîtomîr, Ucraina, formată din satele Budo-Vorobii (reședința), Klitnea și Prîvitne.

## Demografie
Componența lingvistică a comunei Budo-Vorobii
     Ucraineană (97,14%)
     Rusă (2,86%)
Conform recensământului din 2001, majoritatea populației comunei Budo-Vorobii era vorbitoare de ucraineană (97,14%), existând în minoritate și vorbitori de rusă (2,86%).